# 布道恩縣
布道恩縣（Budaun）是印度的一個縣，位於該國北部，由北方邦負責管轄，面積5,168平方公里，識字率為52.91%，人口在2001至2011年期間增長20.96%，2011年普查人口總數為3,700,245人，人口密度每平方公里716人。

## 外部連結
- 官方网站

28°07′N 78°59′E / 28.117°N 78.983°E